# Opgelicht?!
Opgelicht?! was een Nederlands televisieprogramma, dat werd uitgezonden door AVROTROS. Het programma werd sinds 2016 gepresenteerd door Jaap Jongbloed, die het overnam van Antoinette Hertsenberg.
Opgelicht?!  was gericht op het voorkomen van oplichting en het ontmaskeren van oplichters. Het programma bood tips om oplichting te voorkomen en deed onderzoek (al dan niet met de verborgen camera) naar oplichtingspraktijken. Hieronder viel ook internetoplichting, waarbij de aandacht uitgaat naar online methodes, zoals via marktplaatsen op internet, phishing en e-mailberichten waarin door mensen uit het buitenland wordt verzocht om veel geld over te maken.
In 2007 heeft het televisieprogramma een naamsverandering gehad van Opgelicht! naar Opgelicht?!
Op 21 december 2021 was de laatste uitzending van het programma. Het programma keerde echter in 2023 terug onder de titel Dossier Opgelicht?!